# Faerština
Faerština (Føroyskt) je severogermánský jazyk, kterým mluví asi 45 000 obyvatel Faerských ostrovů a dalších asi 21 000 lidí v jiných oblastech (hlavně v Dánsku). Má poměrně blízko k islandštině, podobně jako ona přežila na izolovaných ostrovech bez podstatných změn od středověku až do dneška.

## Rozšíření
Mimo Faery se používá minimálně. Na Faerách, které mají v rámci Dánska širokou autonomii, je prvním úředním jazykem; druhým je dánština.

## Historie
Nejstarší ryze faerské texty jsou tři balady zaznamenané roku 1773. Spisovnou normu sestavil roku 1846 Venceslaus Ulricus Hammershaimb. Tou dobou také začaly snahy o zrovnoprávnění faerštiny s dánštinou. Do školství začala faerština pronikat od roku 1912, úředním jazykem se stala roku 1939, od roku 1948 je na školách prvním vyučovacím jazykem a běžně se používá jako literární jazyk.

## Abeceda a výslovnost
Používá se latinka obohacená o několik speciálních znaků podle norsko-islandského vzoru.
| velké:      | A     | Á     | B | D | Ð     | E    | F | G            | H | I    | Í      | J | K    | L | M | N | O    | Ó     | P | R | S | T | U    | Ú     | V | Y    | Ý      | Æ     | Ø    |
| malé:       | a     | á     | b | d | ð     | e    | f | g            | h | i    | í      | j | k    | l | m | n | o    | ó     | p | r | s | t | u    | ú     | v | y    | ý      | æ     | ø    |
| výslovnost: | ea, a | oa, o | b | d | -/j/v | é, e | f | g, dž, -/j/v | h | í, i | uj, uj | j | k, č | l | m | n | ó, o | ou, ö | p | r | s | t | ú, u | üu, ü | v | í, i | uj, uj | ea, a | ő, ö |

- Hláskosloví stojí mezi islandštinou a západonorskými dialekty.
- Æ - pochází z norštiny, je-li krátké, čte se jako A, je-li dlouhé, čte se jako EA. Unicode U+00C6 velké, U+00E6 malé.
- Ø - pochází z norštiny, čte se jako německé přehlasované Ö. Unicode U+00D8 velké, U+00F8 malé.
- Ð - pochází z islandštiny a běžně se nevyslovuje. Ovlivňuje ale předchozí a následné samohlásky a pak je slyšet buď J nebo V. Unicode U+00D0 velké, U+00F0 malé. (Neplést s chorvatským Đđ – velké se opticky shoduje, ale malé se liší a mají odlišné kódy: velké U+0110, malé U+0111.)

- Dlouhé samohlásky se vyskytují pouze v přízvučné pozici, když za nimi následuje max jedna souhláska, případně skupiny hlásek PL, KL, PR, TR, KR, TJ, KJ, SJ (ale na jihu Faerských ostrovů se před TJ a SJ vyslovují samohlásky krátce)
- G se čte jako dž před E, I, J, Y a EY (platí téměř výhradně na začátku slova, po samohlásce se semostatné G většinou nevyslovuje vůbec),
- K se čte jako č před 'E, I, J, Y a EY',
- SKJ a SK se čtou jako š před 'E, I, Y a EY',
- DJ se čte jako dž, na jihu Faerských ostrovů dj,
- STJ se většinou čte jako š, někdy (na jihu Faerských ostrovů vždy) jako stj,
- TJ a HJ se převážně čtou jako č, 'TJ' na jihu Faerských ostrovů vždy tj,
- EI se v jižní části Faerských ostrovů čte jako aj/aj, v severní části jako oj/oj (tj. stejně jako 'OY') - na rozdíl od samotného 'E' nebo digrafu 'EY' neměkčí předcházející 'K, G, SK',
- EY se v dlouhé výslovnosti čte ej, krátce jako e,
- Æ se v jižní části Faerských ostrovů čte shodně jako 'E',
- Ó se na jihu Faerských ostrovů čte jako ou/o, v okolí Tórshavnu jako ou/ö a na severu většinou jako öu (eu)/ö,
- Ð se nevyslovuje, stejně tak i G v pozici po samohlásce - místo nich se vkládá hiátové j nebo v (w), případně se tato písmena nevyslovují vůbec,
- LL se čte dl (výjimkou je několik málo zejména přejatých slov),
- RN se většinou čte jako dn, stejně tak i NN po EI a OY,
- RS se vyslovuje jako dlouhé cerebrální š,
- S se mezi Í, Ý, EI a OY a další souhláskou čte jako š, přičemž j ve výslovnosti zaniká,
- Í, Ý, EI, OY před měkkým NK(J), NG(J) a GG(J) ztrácejí druhý komponent dvojhlásky - u, u, a, o,
- Ó a Ú se před GV vyslovují jako e, i (v jižní části Faerských ostrovů ÓGV = ogv),
- A se před NK, NG čte e (na jihu Faerských ostrovů a), toto vyslovované e neměkčí předchozí 'K, G, SK'.

## Gramatika
Gramatická stavba a slovní zásoba ovlivněná islandštinou, je zde i řada rysů dialektů jihozápadního Norska. Faerština je flexivní jazyk, který má 3 gramatické rody a 4 pády - nominativ, akuzativ, dativ a genitiv. Genitiv se ale většinou v mluvené řeči nepoužívá a opisuje se. Gramatika jazyků ostrovní větve severogermánských jazyků jako je islandština a právě faerština je tedy jednou z nejsložitějších gramatik mezi germánskými jazyky. Většina germánských jazyků je dnes více či méně analytických.

## Slovní zásoba
Ve slovníku je mnoho dánských výpůjček, což souvisí s příslušností Faerských ostrovů k Dánsku.

### Osobní zájmena
| osobní zájmeno | faersky     |
| -------------- | ----------- |
| já             | eg [e:]     |
| ty             | tú [tüu]    |
| on             | hann [han:] |
| ona            | hon [ho:n]  |
| ono            | tað [tea]   |
| my             | vit [vi:t]  |
| vy             | tit [ti:t]  |
| oni            | teir [tair] |
| ony            | tær [tear]  |
| ona            | tey [tei]   |

### Faerské číslovky
| číslovka | faersky           |
| -------- | ----------------- |
| 0        | null              |
| 1        | eitt              |
| 2        | tvey              |
| 3        | trý               |
| 4        | fýr               |
| 5        | fimm              |
| 6        | seks              |
| 7        | sjey              |
| 8        | átta              |
| 9        | níggju            |
| 10       | tíggju            |
| 11       | ellivu            |
| 12       | tólv              |
| 13       | trettan           |
| 14       | fjúrtan           |
| 15       | fimtan            |
| 16       | sekstan           |
| 17       | seytjan           |
| 18       | átjan             |
| 19       | nítjan            |
| 20       | tjúgu             |
| 21       | einogtjúgu        |
| 22       | tveyogtjúgu       |
| 30       | tredivu, tríati   |
| 40       | fjøruti, fýrati   |
| 50       | hálvtrýss, fimmti |
| 60       | trýss, seksti     |
| 70       | hálvfjers, sjeyti |
| 80       | fýrs, áttati      |
| 90       | hálvfems, níti    |
| 100      | hundrað           |
| 1000     | (eitt) túsund     |

### Sloveso VERA - být
| český tvar           | faersky              |
| -------------------- | -------------------- |
| já jsem              | eg eri               |
| ty jsi               | tú ert               |
| on / ona / ono je    | hann / hon / tað er  |
| my jsme              | vit eru              |
| vy jste              | tit eru              |
| oni / ony / ona jsou | teir / tær / tey eru |

### Sloveso HAVA - mít
| český tvar           | faersky                |
| -------------------- | ---------------------- |
| já mám               | eg havi                |
| ty máš               | tú hevur               |
| on / ona / ono má    | hann / hon / tað hevur |
| my máme              | vit hava               |
| vy máte              | tit hava               |
| oni / ony / ona mají | teir / tær / tey hava  |

## Příbuznost s ostatními jazyky
Faerština je jako germánský jazyk součástí velké skupiny indoevropských jazyků. Faerštině nejpodobnějším jazykem je islandština, se kterou sdílí starobylý charakter a tím, že se od středověku nijak výrazně nezměnila. Islanďané a Faeřané se ale nejsou schopni domluvit. Je to dáno mimo jiné i tím, že výslovnost obou jazyků je velmi odlišná. Jako příklad lze uvést předložku hjá, která se v islandštině vyslovuje přibližně jako [hjau], zatímco ve faerštině jako [čoa].

## Vzorový text

### Všeobecná deklarace lidských práv
Pro srovnání faerštiny s islandštinou je text uveden v obou jazycích.
| faersky   | Øll menniskju eru fødd fræls og jøvn til virðingar og mannarættindi. Tey hava skil og samvitsku og eiga at fara hvørt um annað í bróðuranda.                   |
| islandsky | Hver maður er borinn frjáls og jafn öðrum að virðingu og réttindum. Menn eru gæddir vitsmunum og samvizku, og ber þeim að breyta bróðurlega hverjum við annan. |
| česky     | Všichni lidé se rodí svobodní a sobě rovní co do důstojnosti a práv. Jsou nadáni rozumem a svědomím a mají spolu jednat v duchu bratrství.                     |